# Rosettskinn
Rosettskinn (Cotylidia pannosa) är en svampart som först beskrevs av James Sowerby, och fick sitt nu gällande namn av Derek Reid 1965. Enligt Catalogue of Life ingår Rosettskinn i släktet Cotylidia, klassen Agaricomycetes, divisionen basidiesvampar och riket svampar, men enligt Dyntaxa är tillhörigheten istället släktet Cotylidia, familjen Rickenellaceae, ordningen Hymenochaetales, klassen Agaricomycetes, divisionen basidiesvampar och riket svampar. Arten är reproducerande i Sverige. Inga underarter finns listade i Catalogue of Life.